# Eugène Kabongo Ngoy
Eugène Kabongo Ngoy   (Kinshasa, 3 de novembre de 1960) és un exfutbolista de la República Democràtica del Congo de la dècada de 1980.
Fou internacional amb la selecció de futbol de la República Democràtica del Congo.
Pel que fa a clubs, destacà a R.F.C. Seraing, RC Paris, Anderlecht, Olympique Lyonnais i Bastia.